# 上村 (津山市)
上村（かみむら）は岡山県津山市にある地名。郵便番号は708-1224。

## 地理
旧・勝加茂村の北部、中程、西寄りに位置する。

## 歴史

### 沿革
- 1872年 - 勝加茂西上村、勝加茂西中村、勝加茂西下村が合併、勝加茂西村となる。
- 1886年 - 勝加茂西村が勝加茂西上村、勝加茂西中村、勝加茂西下村に再分村。
- 1889年6月1日 - 町村制施行により、勝北郡勝加茂西上村が同郡上野田村、下野田村、勝加茂坂上村、勝加茂西下村、勝加茂西中村、楢村、勝加茂原村、勝加茂安井村と合併、勝加茂村となる。勝加茂西上村は大字勝加茂西上となる。
- 1900年4月1日 - 勝北郡が勝南郡と合併し、勝田郡となる。
- 1955年1月1日 - 勝田郡勝加茂村が同郡新野村、広戸村と合併、勝北町となる。新野東を除き、各村名の冠称部分を省くことになる。その場合に同じになる新野西上と勝加茂西上は新野側は西上、勝加茂側は上村と改称した。

## 世帯数と人口
2021年（令和3年）1月1日現在の世帯数と人口は以下の通りである。
| 町丁 | 世帯数  | 人口  |
| ---- | ------- | ----- |
| 上村 | 166世帯 | 371人 |

## 小・中学校の学区
市立小・中学校に通う場合、学区は以下の通りとなる。
| 番地 | 小学校               | 中学校             |
| ---- | -------------------- | ------------------ |
| 全域 | 津山市立勝加茂小学校 | 津山市立勝北中学校 |

## 交通

### 道路
- 国道53号

## 施設
- ヤマト運輸津山勝北センター
- ほっかほっか亭勝北店
- つるや本社
  - つるや勝北店
- シャトレーゼ勝北店
- 勝北観光協会